# Mezőhegyes
Mezőhegyes [mezéheděš] (rumunsky Mezohenghieș nebo Mezigheș, ukrajinsky Мезйогедьєш, Mezjoheďješ) je město v jihovýchodním Maďarsku v župě Békés, těsně u rumunských hranic, spadající pod okres Mezőkovácsháza. Nachází se asi 49 km jihozápadně od Békéscsaby. V roce 2015 zde žilo 5 339 obyvatel. Podle statistik z roku 2011 zde byli 88,4 % Maďaři, 0,6 % Rumuni, 0,4 % Slováci, 0,2 % Němci a 0,2 % Romové.
Nejbližšími městy jsou Battonya, Csanádpalota, Mezőkovácsháza, Tótkomlós a rumunská města Arad, Nădlac a Pecica. Blízko jsou též obce Pitvaros a Végegyháza. Ve městě není hraniční přechod, nejbližší je v Csanádpalotě.
Nachází se zde zemědělské letiště Mezőhegyes mezőgazdasági repülőtér.